# Oxymoron (stijlfiguur)
Een oxymoron (uitspraak: oksimóron) is een stijlfiguur waarbij twee woorden worden gecombineerd die elkaar in hun letterlijke betekenis tegenspreken, maar in figuurlijke zin wel kloppen. Hij kan als retorisch middel worden toegepast in een geschrift of in spraak. Bekende voorbeelden zijn 'koud vuur' en 'jeugdige grijsaard'.

## Etymologie
Het woord oxymoron is afgeleid van het Oudgriekse ὀξύμωρον, oxúmōron, een samenstelling van ὀξύς, oxús ("scherp") en μωρός, mōrós ("afgestompt", "dwaas"). Het is daarmee een autologische (zelfverwijzende) term: oxymoron is zélf een "oxymoron", en heeft dus ook betrekking op zichzelf. Een oxymoron wordt ook wel eens een 'antilogie' genoemd.

## Vormen
Een oxymoron is een verbinding van twee woorden of woorddelen die letterlijk genomen elkaar tegenspreken, maar in figuurlijke betekenis gelijktijdig waar zijn. Het is daarmee een compacte vorm van de paradox. Een paradox bevat een schijnbare tegenspraak die bij nadere beschouwing blijkt te kloppen.
Het oxymoron kan taalkundig bestaan uit twee tegenovergestelde bijvoeglijke naamwoorden, bijvoorbeeld 'levend dood', of uit twee zelfstandige naamwoorden, zoals bij 'haat-liefdeverhouding'. Het kan ook een combinatie zijn van een bijvoeglijk en een zelfstandig naamwoord ('jonge grijsaard', 'kunststof glazen', 'oorverdovende stilte'). In dat geval is er sprake van een contradictio in adjecto, een veel voorkomende vorm van oxymoron. Verder kan een oxymoron ook nog bestaan uit een bijwoord en een werkwoord ('veelzeggend zwijgen', 'ziende blind en horende doof').
Een oxymoron wordt vaak aangewend voor retorische, poëtische of andere esthetische doeleinden. Dat is een verschil met de contradictio in terminis waarbij de spreker zichzelf aantoonbaar tegenspreekt en dus een ondeugdelijk argument hanteert.

## Poëtisch gebruik
De slotregels uit het gedicht Zingen van P.C. Boutens:
Zingen, lief, is zich versteken [verbergen]
In een vindbaarheid zoo schoon!
In de laatste strofe van Weemoedts felicitatiedienst van Lévi Weemoedt:
Dan explodeert een stilte...
De beginwoorden in Paul Celans beroemde gedicht Todesfuge:
Schwarze Milch der Frühe..

## Voorbeelden
- ongekroonde koning
- bindend studieadvies
- de anarchie regeert
- werkvakantie
- omhoog(ge)vallen
- het radicale midden
- begrensde vrijheid
- echte imitatie
- virtuele werkelijkheid
- vloeibaar gas
- het nut van het nutteloze
- negatieve groei
- burgeradel (patriciaat)
- uitzonderingsregel
- verplicht vrijwilligerswerk
- oud nieuws
- oudere jongere[4]
- vredesstrijd
- georganiseerde chaos
- gematigd extremisme
- oorverdovende stilte
- enorm klein
- een levend lijk
- de kleine reus
- een exacte schatting
- het geluid van de stilte
- haast je langzaam (festina lente)
- praesens absens
- publiek geheim
- repressieve tolerantie
- prachtig van lelijkheid
- ruim onvoldoende
- afschuwelijk mooi
- een onnatuurlijke natuurlijkheid
- ziende blind en horende doof[5]
- volslank

## Ogenschijnlijke grapjes in de woordsamenstelling
Een ander verschijnsel vindt men wanneer de samenstellende delen van een woord elkaar lijken tegen te spreken. Dit zijn geen oxymorons.
Battus noemde in zijn Opperlandse taal- & letterkunde termen als deze basaltwoorden.